# Pembroke (Bermuda)
Pembroke is een van de negen parishes van Bermuda.